# Почётный радист
Почётный радист — нагрудный знак — награда России и СССР для награждения работников за заслуги в области  радиосвязи, радиотехники и массовых коммуникаций.

## История знака

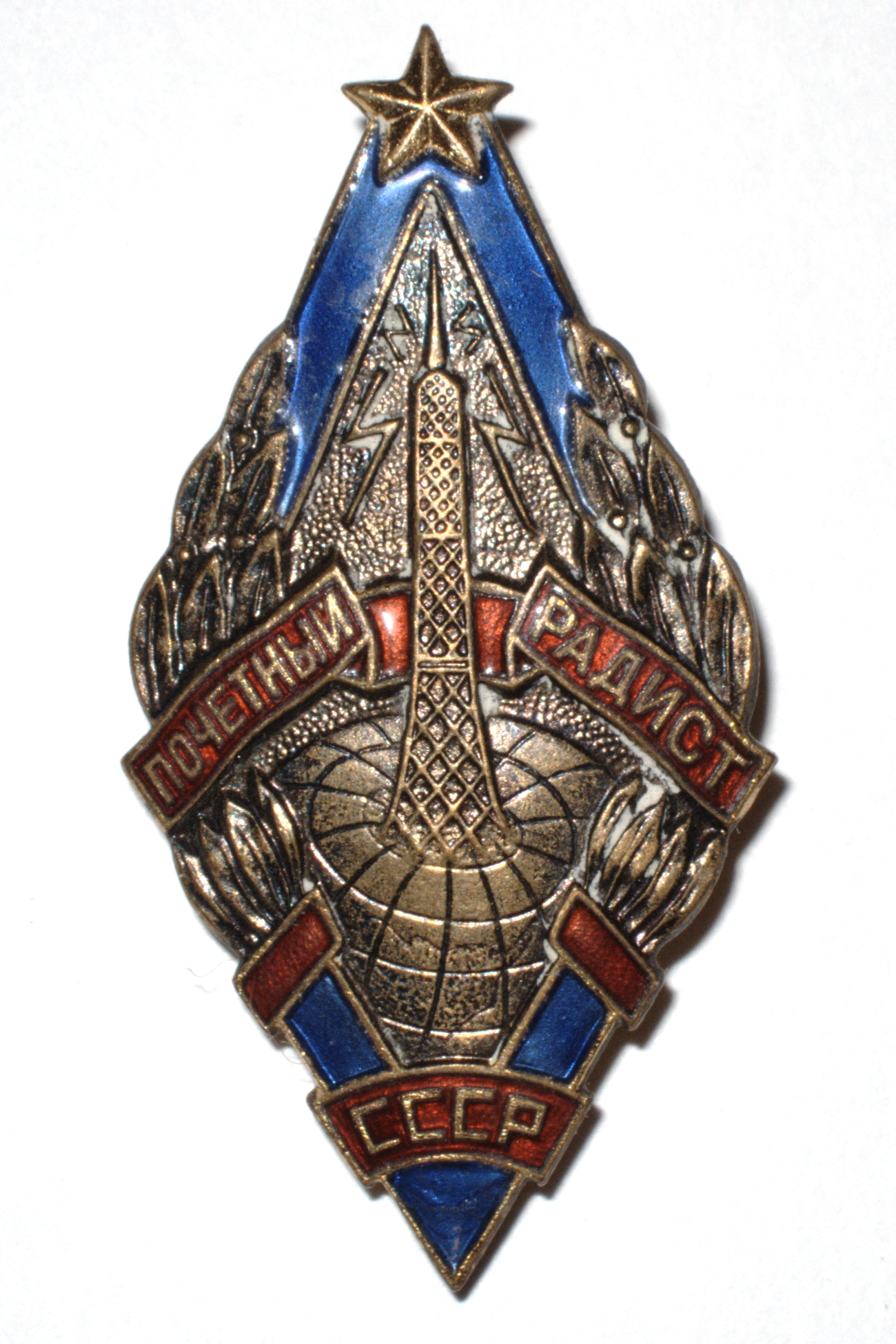
Нагрудный знак «Почётный радист СССР»

В СССР знак был учреждён Постановлением Совета народных комиссаров СССР № 939 от 2 мая 1945 года. Это Постановление объявляло 7 мая новым праздником - Днём радио. В пункте 5 постановления говорилось об учреждении знака «Почетный радист». Положение о знаке «Почётный радист СССР» и его описание были приняты постановлением Совета народных комиссаров СССР от 4 апреля 1946 года № 729. Право награждения знаком «Почётный радист СССР» было предоставлено Народным комиссариатам обороны и Военно-морского флота СССР, Наркоматам связи и электропромышленности СССР и Комитету по радиофикации и радиовещанию при СНК СССР.
Знаком «Почётный радист СССР» награждались лица, способствующие развитию радио своими достижениями в области науки, техники, производства и эксплуатации средств радио и организации радиовещания, на основании приказов Министерства связи СССР, Министерства обороны СССР, Министерств электронной и радиопромышленности СССР, Министерства промышленности средств связи СССР и Государственного комитета Совета Министров СССР по телевидению и радиовещанию.
В 2007 году приказом Министерства информационных технологий и связи Российской Федерации принято действующее сейчас Положение о знаке «Почётный радист».
Согласно этому Положению:

 ...
2. Награждение ... производится:
в отношении работников Мининформсвязи России, Минобороны России, Минкультуры России, Минпромэнерго России, ФСО России, подведомственных им федеральных служб и федеральных агентств, а также соответствующих предприятий, учреждений и организаций – приказами этих федеральных органов исполнительной власти;
в отношении работников других федеральных органов исполнительной власти, предприятий, учреждений и организаций – приказами Мининформсвязи России.
3. Работнику ... выдается удостоверение и нагрудный значок, соответствующий образцу, утвержденному Государственной Герольдией при Президенте Российской Федерации (регистрационный № 383)...
До 2016 года награждение знаком «Почётный радист» давало право на получение звания «Ветеран труда». Однако с принятием приказом Министерства связи и массовых коммуникаций РФ новой ведомственной награды - звания «Мастер связи» - только это звание стало основанием для получения статуса ветерана труда.

## Описание знака
Знак изготавливается из томпака и имеет форму вертикально расположенного ромба, выполненного полосой из синей эмали. Боковые стороны знака прикрыты лавровыми ветвями. На верхних наклонных полосах ромба помещена надпись «Почетный радист».
Внутри синего эмалевого ромба изображена часть земного шара с мачтой радиостанции (прототип - Шуховская башня). Около верха мачты, справа и слева от нее, изображены молнии как символы радиоволн. Центральная часть знака опоясана трёхполосной эмалевой лентой. Полосы имеют цвета Государственного флага Российской Федерации и разделены между собой внутренними бортиками, не окрашенными эмалью. Внизу ромба изображен прямоугольник со срезанными углами, линии срезов - в виде вогнутых дуг. На прямоугольнике помещена надпись «Россия». Вся лицевая поверхность значка, не покрытая эмалью, покрывается лаком серого цвета.
Более ранний знак «Почетный радист СССР» отличался следующими особенностями. В верхнем углу ромба помещена пятиугольная звезда. Центральная часть знака опоясана красной эмалевой лентой, на которой помещена надпись «Почетный радист». Обвивающая ромб красная лента пересекает его нижнюю часть и на нижнем витке ленты расположена надпись «СССР». Буквы всех надписей, звездочка, канты и боковые поверхности знака позолочены. Первоначально знак «Почётный радист» изготавливался из серебра, в последующем из томпака, были варианты из алюминия. Основной вид крепления знака - винтовая закрутка.

## Награждённые
См. также Категория:Почётные радисты
В числе первых награжденных в 1946 году знаком «Почётный радист СССР» были Э. Т. Кренкель и С. Э. Хайкин.